# Arbopercula devinensis
Arbopercula devinensis is een mosdiertjessoort uit de familie van de Electridae. De wetenschappelijke naam van de soort is voor het eerst geldig gepubliceerd in 1921 door Robertson.